# Ruh (Bindlach)
Ruh ist ein Gemeindeteil der Gemeinde Bindlach im Landkreis Bayreuth (Oberfranken, Bayern). Ruh liegt in der Gemarkung Bindlach.

## Geografie
Das Dorf bildet eine geschlossene Siedlung mit Stöckig im Süden und Bindlach im Osten. Die Siedlung wird durch die Bahnstrecke Bayreuth–Neuenmarkt-Wirsberg und die Bundesautobahn 9 durchschnitten. Beide verlaufen entlang der in Süd-Nord-Richtung fließenden Trebgast. Im Westen grenzt der Forst Sankt Georgen an. Eine Gemeindeverbindungsstraße führt nach Euben (2,2 km westlich).

## Geschichte
Vor 1940 entstand westlich der Bahnstrecke eine Siedlung, die später den Namen Ruh erhielt.

### Einwohnerentwicklung
| Jahr      | 001961 | 001970 | 001987 |
| Einwohner | 78     | 320    | 330    |
| Häuser    | 13     |        | 83     |
| Quelle    | [ 8 ]  | [ 9 ]  | [ 1 ]  |

## Religion
Ruh ist evangelisch-lutherisch geprägt und nach St. Bartholomäus (Bindlach) gepfarrt.